# Telimenochora abortiva
Telimenochora abortiva är en svampart som först beskrevs av Frank Lincoln Stevens, och fick sitt nu gällande namn av Sivan. 1987. Telimenochora abortiva ingår i släktet Telimenochora och familjen Phyllachoraceae.   Inga underarter finns listade i Catalogue of Life.